# FidoNet

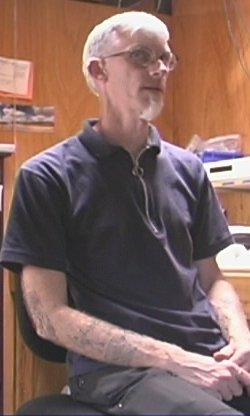
Tom Jennings, criador da FidoNet.

Fidonet é uma rede de troca de mensagens entre BBS, fundada em 1984 por Tom Jennings, de São Francisco, Califórnia, Estados Unidos.  O serviço era chamado Netmail e foi o precursor do email da Internet.
O capítulo latino-americano da FidoNet foi fundado pelo Pablo Kleinman1987 em Buenos Aires e constituiu a maior rede de acesso público por computador no Brasil e no resto da América Latina até a explosão da Internet alguns anos depois.